# Sielsowiet Pleszczyce
Sielsowiet Pleszczyce (biał. Плешчыцкі сельсавет; ros. Плещицкий сельсовет) – sielsowiet na Białorusi, w obwodzie brzeskim, w rejonie pińskim, z siedzibą w Pleszczycach. Od północy graniczy z Pińskiem.
Według spisu z 2009 sielsowiet Pleszczyce zamieszkiwało 2961 osób, w tym 2603 Białorusinów (87,91%), 223 Ukraińców (7,53%), 114 Rosjan (3,85%), 5 Polaków (0,17%), 5 Azerów (0,17%), 10 osób innych narodowości i 1 osoba, która nie podała żadnej narodowości.

## Miejscowości
- agromiasteczko:
  - Pleszczyce
- wsie:
  - Dworce Małe
  - Dworce Wielkie
  - Dzikowicze Małe
  - Hornowo
  - Iwaniki
  - Knubowo
  - Krasowa
  - Krzywe Sioło
  - Łosicze
  - Mieśkowicze
  - Saczkowicze
  - Serniczki
  - Stetyczów
  - Wielatycze
  - Zawidczyce